# 円通院 (宮城県松島町)
円通院（えんつういん。旧字体：圓通院）は、宮城県宮城郡松島町（日本三景・松島）にある臨済宗妙心寺派の寺院である。本尊は聖観世音菩薩。瑞巌寺の南側に隣接してある。通称「バラ寺」「薔薇寺」。

## 概要

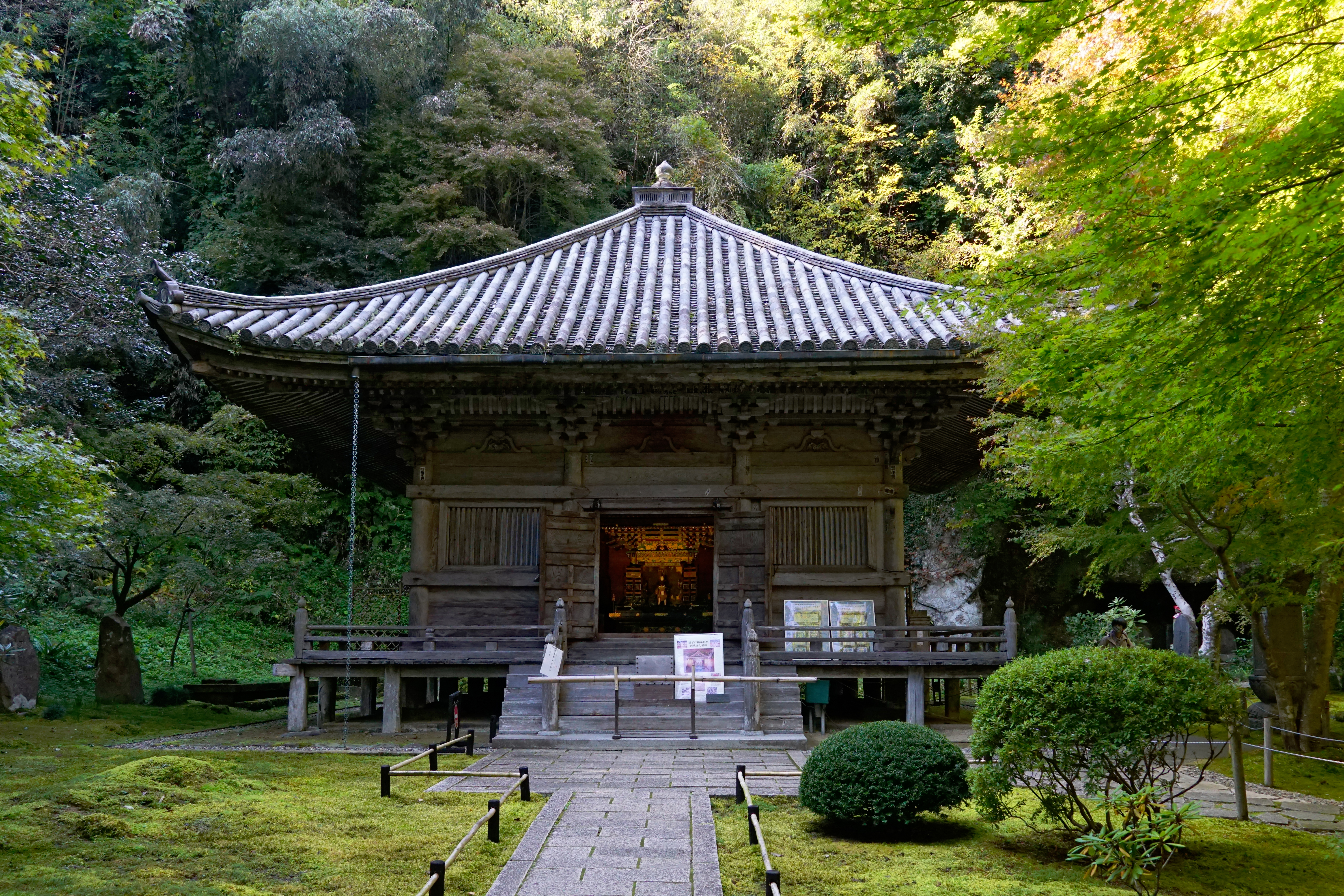
霊廟 三慧殿

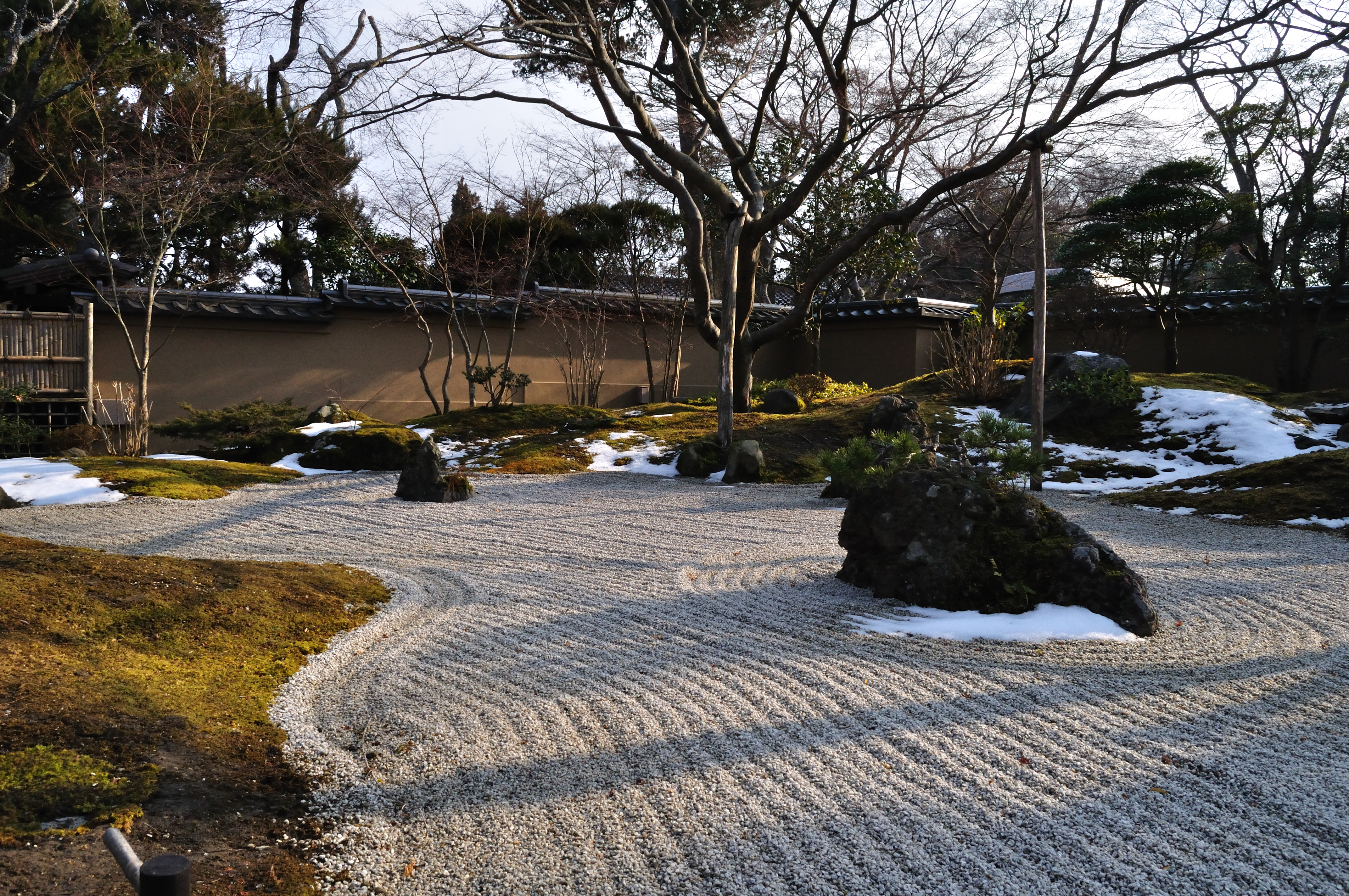
石庭「雲外天地の庭」

19歳で早世した伊達光宗の菩提寺であり、光宗の霊廟である三慧殿が「圓通院霊屋」の名で国の重要文化財に指定されている。光宗は仙台藩第2代藩主・伊達忠宗の次男であり、仙台藩祖・伊達政宗からみると孫にあたる。
三慧殿の厨子には、慶長遣欧使節を率いた支倉常長が西洋から持ち帰ったバラと、フィレンツェを象徴する水仙が描かれている。この厨子のバラをヒントに天野明道住職が、「白華峰西洋の庭」（6,000m2）にバラを植えて一般の観覧に供したため、「薔薇寺」の異名でも呼ばれるようになった。ただし、バラは開花時期が限られるため、院内を覆うコケの方が印象深い。
そのほか、数珠作り体験と、庭園のライトアップで知られる。境内には「縁結び観音」もある。

## 文化財

### 重要文化財（国指定）
- 圓通院霊屋 附厨子1基、棟札1枚

### 町指定有形文化財
- 大悲亭（本堂）
- 山門
- 木造聖観音坐像（本尊）

## アクセス
JR仙石線・松島海岸駅から徒歩5分、JR東北本線・松島駅から徒歩20分。